# Örö, Finland
Örö är en ö i Skärgårdshavet i Kimitoöns kommun i Finland. Den ligger cirka fyra sjömil sydväst om Rosala i Dragsfjärd.

## Historia
Örö har länge använts som betesmark för Hitis by. Under Finska kriget användes Örö som bas för Svenska flottan och här finns en begravningsplats från den tiden.
1910 började Ryssland att bygga ett kustfort på Örö. Fortet var en del av befästningslinjen ”Peter den store” som även innefattade befästningar på Russarö, Utö och Ösel. Syftet var att stänga ute Tyska flottan från Finska viken och att skydda Sankt Petersburg från anfall från sjösidan. Befästningen som omfattade elva kanoner av olika storlek, en smalspårig järnväg, kullerstensvägar, kaserner och matsal stod färdig 1915. En stor del av arbetet utfördes av kinesiska krigsfångar.
Under Finska inbördeskriget kontrollerades fortet av röda sidan, men deltog aldrig i några strider. Under 1920- och 1930-talen användes fortet främst i utbildningssyfte, men i slutet av 1930-talet moderniserades fortet och blev en viktig länk i Finlands kustförsvar. Under vinterkriget var fortet ständigt bemannat, men råkade aldrig i strid. Under fortsättningskriget däremot var den sovjetiska flottbasen i Hangö inom räckvidden för det tunga batteriet och fortet gav också eldunderstöd till de finska trupperna under slaget om Bengtskär.
Efter kriget fungerade Örö som utbildnings- och övervakningsfort ända fram till 2005. Ön användes också efter det som militärt övningsfält.
Den 1 januari 2015 övergick Örö i Forststyrelsens ägo och ön är numera öppen för civila besökare som en del av Skärgårdshavets nationalpark. Där går att vandra på naturstigar. En del anläggningar på ön är fortfarande i militärt bruk.

## Örö gästhamn
Örö gästhamn har cirka 70 gästplatser. Förtöjning i gästhamn görs huvudsakligen mot y-bommar. Faciliteter som finns i hamnen: bastu, dusch, café, restaurang, kajaker, SUP-bräden och guidning. Inkvarteringsmöjlighet finns längre in på ön.

## Bildgalleri

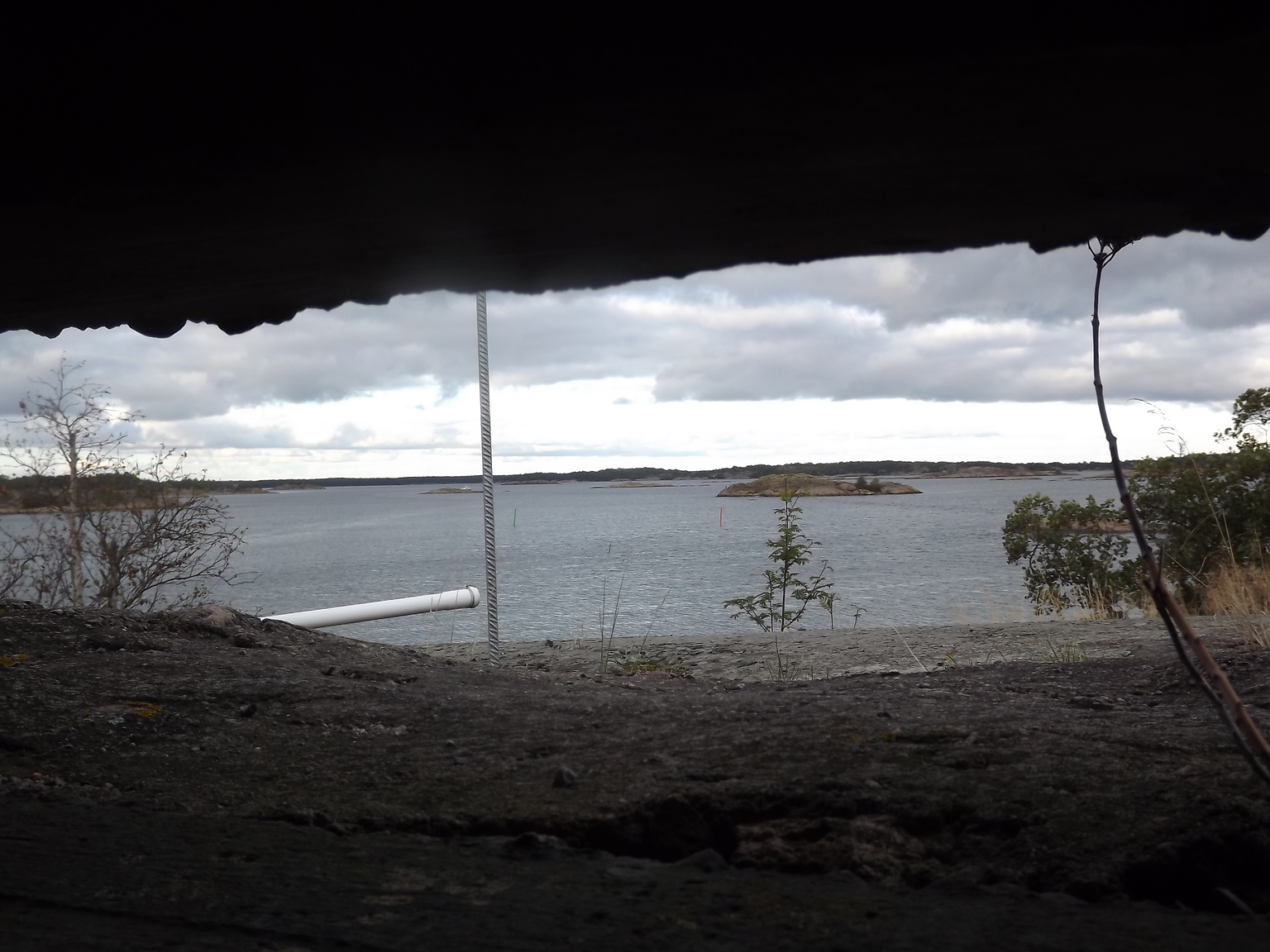
Bunkerutsikt över hamnviken.
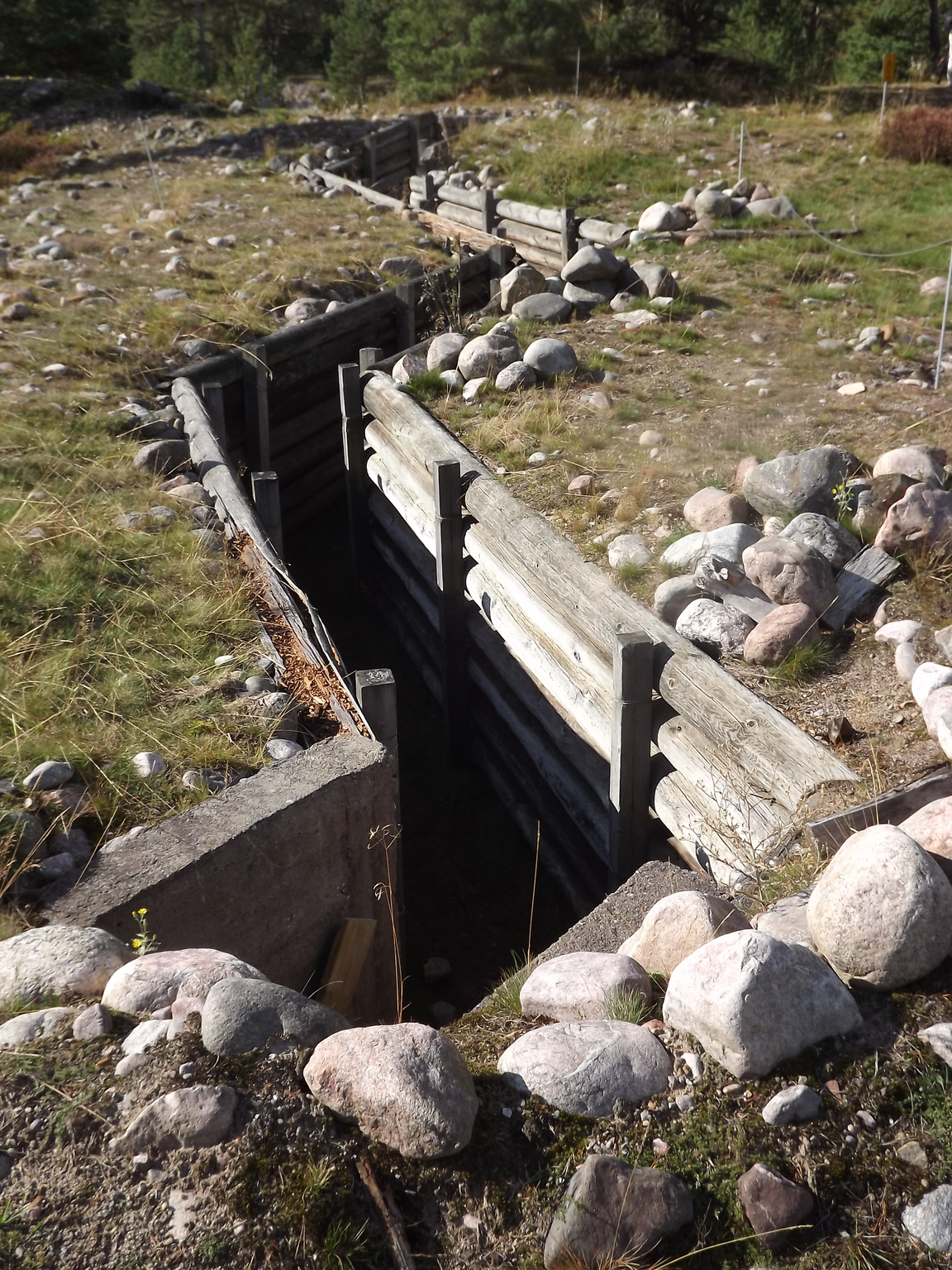
Löpgrav.
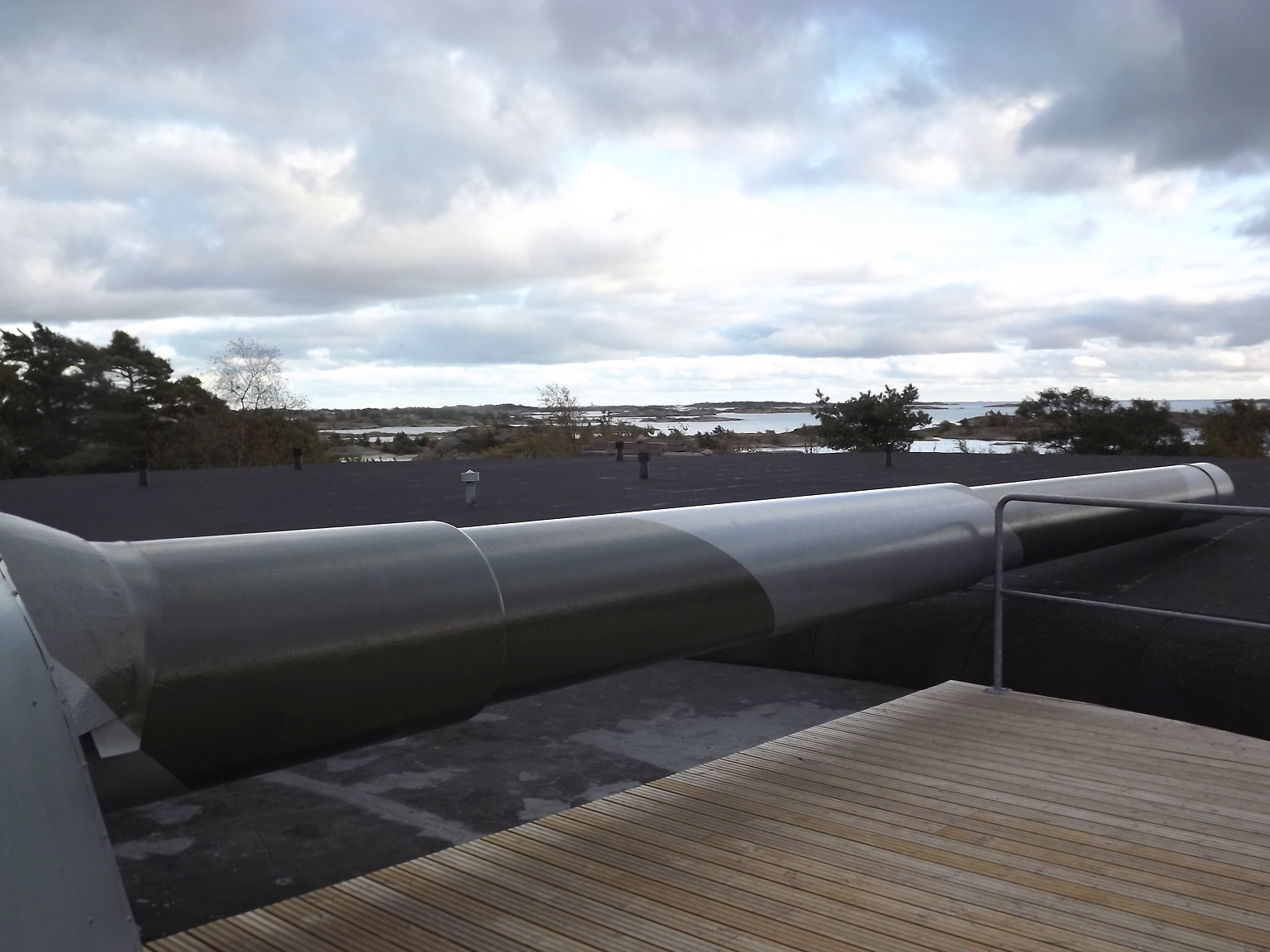
Tolvtumskanon.
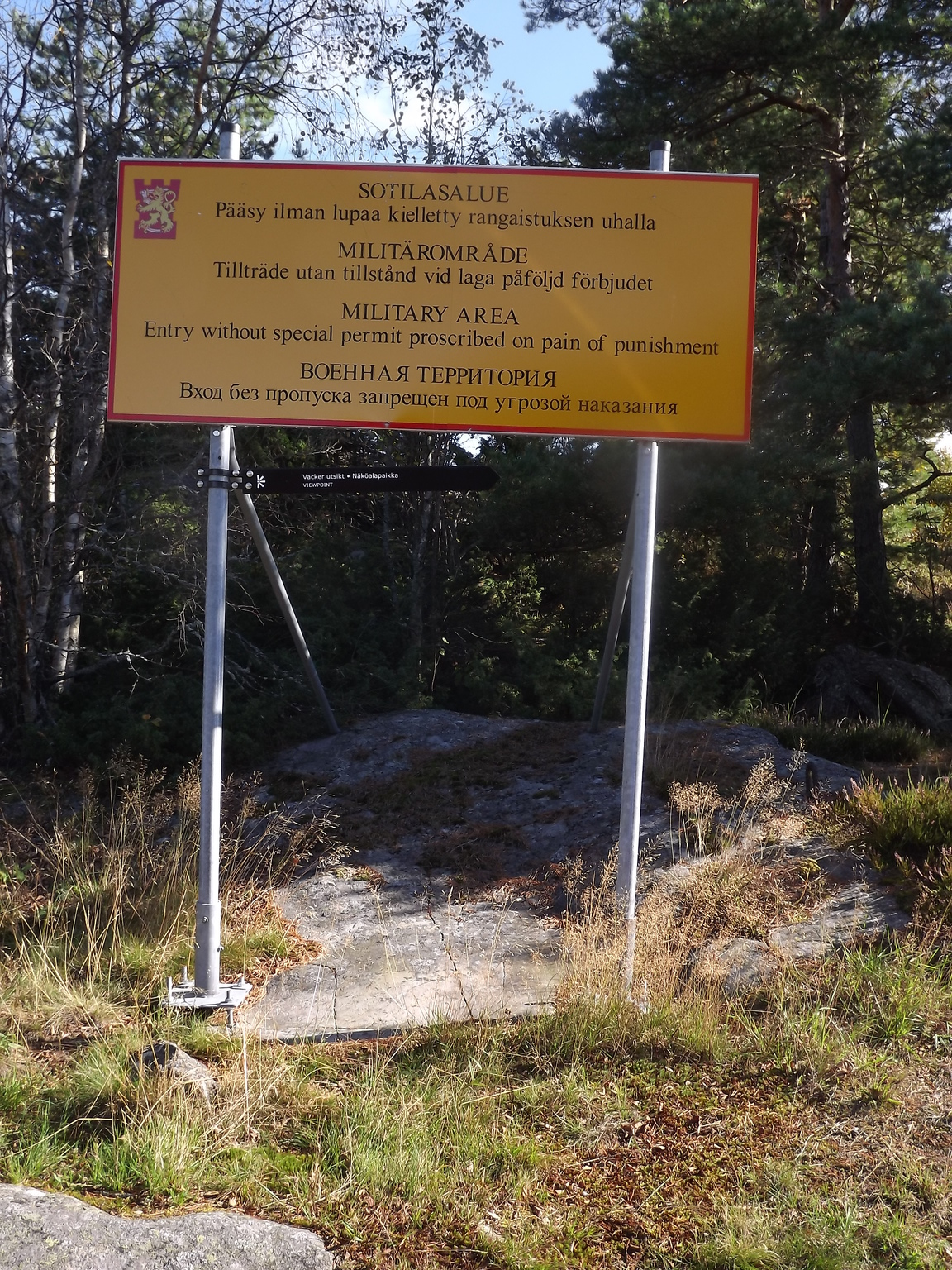
Militärområdesskylt.